# Palaeorhiza agrias
Palaeorhiza agrias is een vliesvleugelig insect uit de familie Colletidae. De wetenschappelijke naam van de soort is voor het eerst geldig gepubliceerd in 1989 door Hirashima.